# Lucky Man
«Lucky Man» es una canción de la banda inglesa de rock The Verve, perteneciente a su tercer álbum de estudio, Urban Hymns. Fue publicado el 24 de noviembre de 1997, llegando al puesto número 7 en el UK Singles Chart del Reino Unido y alcanzando el top 20 en los Estados Unidos.

## Cultura popular
Lucky Man apareció como la banda sonora en la película The Girl Next Door de 2004, protagonizada por Elisha Cuthbert y Emile Hirsch, la película de 2008 Marley and Me, en las series de televisión de Entourage y Viajero en el tiempo, y así como en el docu-reality de El Instituto del canal #0 de MoviStar.

## Vídeo musical
Existen dos videoclips, una versión en Reino Unido (UK) y otra versión en Estados Unidos (USA).

## Lista de canciones
- CD1 HUTDG92

1. «Lucky Man» (4:57)
2. «Never Wanna See You Cry» (4:31)
3. «History» (5:08)

- CD2 HUTDX92

1. «Lucky Man» (4:57)
2. «MSG» (7:00)
3. «Longest Day» (7:21)
4. «Lucky Man» (Happiness More Or Less) (4:57)